# Parabole de la brebis par Nathan
La Parabole de la brebis par Nathan est une parabole de l'Ancien Testament, tirée du Deuxième livre de Samuel, 12:1-4. Elle raconte la dualité qui habite les humains riches, entre égoïsme et prétendue générosité.

## Texte de la Bible
Deuxième livre de Samuel, chapitre 12, versets 1 à 4 :
« L'Éternel envoya Nathan vers David. Et Nathan vint à lui, et lui dit : Il y avait dans une ville deux hommes, l'un riche et l'autre pauvre. Le riche avait des brebis et des bœufs en très grand nombre. Le pauvre n'avait rien du tout qu'une petite brebis, qu'il avait achetée; il la nourrissait, et elle grandissait chez lui avec ses enfants; elle mangeait de son pain, buvait dans sa coupe, dormait sur son sein, et il la  regardait comme sa fille. Un voyageur arriva chez l'homme riche. Et le riche n'a pas voulu toucher à ses brebis ou à ses bœufs, pour préparer un repas au voyageur qui était venu chez lui; il a pris la brebis du pauvre, et l'a apprêtée pour l'homme qui était venu chez lui. »
Traduction d'après la Bible Louis Segond.

## Dans le Coran
Cette parabole est reprise dans le Coran, sourate 38, versets 21 à 24 . Le Coran propose une autre interprétation : c'est en tant que juge que David a failli, en prononçant son jugement sans avoir écouté les deux parties et il en demande pardon. En effet pour l'islam, en tant que prophète David ne peut tout simplement pas être coupable d'un crime.